# Acer sinuosum
Acer sinuosum é uma espécie de árvore do gênero Acer, pertencente à família Aceraceae.